# Andrònic I Gidos
Andrònic I Gidos fou el segon emperador de Trebisonda. Alguns historiadors han suggerit que es podria tractar del mateix Andrònic que va servir com a general en l'exèrcit de Teodor I Làscaris. Durant el seu regnat (1222 al 1235) Trebizonda va superar amb èxit un setge dels turcs seljúcides. Més endavant Andrònic va donar suport al xa de Coràsmia en la seva invasió contra els seljúcides, amb resultats negatius per l'estat que governava Andrònic.

## Orígens
La família Gidos apareix breument en la història de l'Imperi Romà d'Orient entre els segles xii i xiii. No hi ha certesa sobre l'etimologia d'aquest cognom, però s'ha proposat una teoria segons la qual procediria del terme grec γίδα (guida, 'cabra'), una altra proposta suggereix que el cognom sigui d'origen llatí i llavors seria la forma hel·lenitzada del nom italià Guido. Aquesta segona explicació ha portat a especular sobre una possible relació entre el cognom Gidos i el fill del conqueridor normand Robert Guiscard anomenat Guido (en alguns escrits Guy), el qual va treballar per l'emperador Aleix I Comnè segles abans i potser es va casar amb alguna dama de la família imperial romana. Les fonts documentals romanes no esmenten aquest cognom com si fos d'origen estranger i tampoc s'ha pogut demostrar cap relació entre el fill de Robert Guiscard o cap altre origen llatí. Fins i tot, l'historiador W. Hecht creu que hi ha motius de dubte per tenir en compte un possible origen llatí de la família Gidos.
A més d'Aleix Gidos, un alt funcionari amb el títol de gran domèstic que va viure al segle xii, l'altre membre d'aquesta família que va destacar fou Andrònic Gidos, un general al servei de l'emperador de Nicea Teodor I Làscaris, que va derrotar els aliats llatins de David Comnè i d'Aleix I de Trebisonda el 1206. En un primer moment i sense que la hipòtesi hagi quedat establerta definitivament, alguns historiadors com G.Finlay, van pensar que aquest general i l'emperador de Trebisonda del mateix nom eren la mateixa persona. Anthony Bryer, ha suggerit que si eren la mateixa persona, "Gidos" podria no ser un cognom sinó un epítet que es va guanyar el general, ja que hi ha diversos exemples de persones a la regió del Pont que rebien aquest apel·latiu com a sinònim de «guardià».

## Ascens al títol imperial
Quan Aleix I de Trebisonda va morir el 1222, el seu fill Joan no fou el designat com a següent emperador sinó el seu gendre Andrònic. Això ha fet suposar a l'historiador G Finlay que la causa va ser que el nou estat encara no tenia establerta la successió hereditària; William Miller en canvi, opina que si Joan no el va succeir seria perquè encara era menor d'edat per assumir aquesta responsabilitat, cosa que entra en contradicció amb un text d'aquella època que, enmig del relat de com els seljúcides es van apoderar de la ciutat de Sinope, es diu que Aleix tenia més d'un fill amb edat suficient per ser el seu successor.
Andrònic estava casat amb una filla d'Aleix I, el nom de la qual no s'esmenta a les cròniques. Probablement les seves qualitats personals d'astúcia, valentia i experiència en el camp de batalla el feien el candidat òptim per tenir el títol d'emperador en l'època d'inseguretat que va viure.

## L'amenaça seljúcida
Els turcs seljúcides van ocupar Sudak, situada a la península de Crimea i allà hi van construir una fortalesa entre el 1220 i el 1222. El governador de Sinope va enviar el 1223 vaixells a atacar la costa de l'Imperi de Trebisonda, en la zona de Peratia amb l'objectiu de crear un ambient insegur que fes desviar el comerç cap al seu port. Un vaixell que transportava el tribut anual de Peratia, el governador de la província i un nombre de persones importants de Quersonès a bord, va ser desviat per una tempesta cap a Sinope. Els trebisonds tenien prohibit fer servir aquest port i fer-ho suposava la violació del pacte entre els turcs i l'Imperi de Trebisonda del 1220; per tant el governador de Sinope, Hetum, va capturar el vaixell amb la seva càrrega, passatgers i tripulació i després va enviar una flota a atacar Peratia. Andrònic va reaccionar enviant una flota de guerra contra Sinope. Mentre una part dels soldats s'enfilaven per les muralles, la resta capturaven els vaixells que hi havia al port i mataven les corresponents tripulacions, finalment van alliberar el governador de Peratia, van recuperar els diners i, amb tot el botí, van tornar a Quersonès.
Quan el soldà Melik va tenir notícia del que havia passat va preparar un atac contra la ciutat de Trebisonda. Andrònic esperava aquesta reacció i va fer fortificar els accessos que hi duien. L'emperador va infligir considerables pèrdues entre les files d'avançada del soldà abans que poguessin arribar a les muralles de la ciutat, que eren gairebé inexpugnables encara que no completaven tota la volta fins a la mar. A partir d'aquest moment es va iniciar el setge.
El soldà va acampar al costat del monestir de sant Eugeni i va fer calar foc a les cases construïdes fora de la muralla. En els dies següents va haver un seguit d'atacs i contraatacs, amb la treva d'una ambaixada seljúcida que va entrar a visitar els magatzems de la ciutat, i que va acabar amb un intent d'assaltar les muralles durant la nit. Aquest darrer atac va fallar perquè una sobtada tempesta amb llamps i gran quantitat de pluja va terroritzar els atacants i els va fer abandonar. Alguns van cavalcar precipitadament en la foscor i van caure pels penya-segats, altres van morir ofegats enduts per les aigües torrencials que baixaven de les muntanyes.
Melik fou fet presoner, Andrònic el va tractar respectuosament i llavors van acordar que en endavant la relació de vassallatge que havien tingut es trencava i els trebisonds ja no estarien obligats a servir en l'exèrcit seljúcida. Es diu que Melik va quedar impressionat amb aquestes condicions tan poc exigents i es va oferir a enviar uns cavalls àrabs a Andrònic i uns diners al monestir de sant Eugeni, donatius que enviaria anualment.

## El culte a sant Eugeni
Arran dels fets abans esmentats van començar a circular llegendes relacionades amb el culte a sant Eugeni. Es diu que el sant va conduir alguns trebisonds, que fugien en pànic de l'exèrcit de Melik, cap al monestir Panagia Chrysokephalos i l'església de sant Eugeni. Una de les llegendes, sorgida a partir del relat del setge narrat per Joan Lazaropoulos, el qual amb el nom de Josep, era metropolità de Trebisonda a la segona meitat del segle xiv, conta que sant Eugeni es va aparèixer a Melik, el profanador del seu temple, amb l'aparença de l'alcalde de la ciutat que portava les claus i deia que venia enviat pels ciutadans que el convidaven a entrar per deixar de patir. El soldà va malfiar i va consultar els seus astròlegs els quals li van dir que la seva entrada a la ciutat estava escrita a les estrelles. En realitat el sant l'estava conduint cap a la seva derrota.
Una altra llegenda explica que hi ha una església a les muntanyes de Matzouka dedicada a sant Eugeni perquè marca el lloc on, Melik va ser capturat quan fugia de Trebisonda. Aquesta ermita es va erigir 150 anys més tard en commemoració d'aquest fet llegendari. Curiosament les diverses tradicions populars que narren el setge coincideixen en esmentar l'amenaça que va fer el soldà de destruir les esglésies si la ciutat no es rendia, especialment la de sant Eugeni, encara que la destrucció d'esglésies no va ser una pràctica habitual de l'exèrcit seljúcida.

## La invasió de Coràsmia i la dels mongols
La independència de Trebisonda només va durar fins al 1230. Jalal-ad-din, xa de Coràsmia, va envair Anatòlia desafiant el Soldanat de Rum. Jalal-ad-din, ja havia conquerit Geòrgia el 1220 i era ara un estat veí de l'Imperi de Trebisonda. Andrònic va considerar que mantenir-se neutral no seria possible i va fer una aliança amb Jalal-ad-din per lluitar contra els seljúcides. La major part de l'exèrcit de Jalal-ad-din es va refugiar a Trebisonda després de ser derrotat en la batalla de Yassıçemen el 1230.
La conseqüència d'aquesta aliança va ser que Andrònic va perdre els privilegis que havia obtingut amb el tractat amb Kaykaus I. Trebisonda va tornar a ser un estat vassall del soldà seljúcida. Cap al 1240, Vincent de Beauvais va escriure que el governant de Trebisonda enviava al soldà 200 llancers (l'equivalent a 1.000 homes) per complir amb el servei militar obligatori que establia la relació de vassallatge. Però aquesta no va ser l'única pèrdua: tot seguit els mongols van ocupar bona part de Geòrgia, concretament Ibèria i Làzica, que havien estat cobejades per Trebisonda, i que des de feia poc s'havien independitzat de Geòrgia sota David VI Narin, fill de la reina Russudan de Geòrgia.